# Rio Capivara
Il Rio Capivara è un affluente del fiume Tietê nello Stato di San Paolo in Brasile.

## Percorso
Le sorgenti del fiume sono localizzate in comune di Botucatu; il corse del fiume prosegue verso nord e sfocia nel Tietê a Porto Martins (nei pressi di São Manuel).